# BURN-E
BURN-E is een korte computeranimatiefilm van Pixar Animation Studios, geregisseerd door Angus MacLane.
De film is een spin-off van de film WALL•E, en speelt zich chronologisch tijdens die film af. Beide films werden tegelijk geproduceerd. Centraal staat de reparatierobot BURN-E, die in de hoofdfilm een bijrolletje heeft (hij is de reparatierobot die buitengesloten wordt wanneer WALL•E en Eve de Axiom binnengaan, en wanneer hij dit beseft met zijn vuist een paar keer op de deur slaat.)
BURN-E werd uitgebracht als bonus op de dvd van WALL•E.

## Plot
De film begint met een scène uit de originele film; WALL•E hangt aan de buitenkant van EVE’s schip en veegt met zijn hand door de ringen van Saturnus. Een van de steendeeltjes die hierdoor loslaat wordt een meteoriet en vernielt een lamp aan de buitenkant van het ruimteschip Axiom. Een BURN-reparatierobot (wat staat voor "Basic Utility Repair Nano Engineer") genaamd BURN-E wordt door de SUPPLY-R, een magazijnrobot, naar buiten gestuurd om de lamp te vervangen. Terwijl hij bezig is, arriveert EVE’s schip bij de luchtsluis aan en vliegt naar binnen. BURN-E wordt afgeleid door WALL•E en laat de lamp vallen.
BURN-E haalt een nieuwe lamp en begint deze te bevestigen, wanneer WALL•E opeens in een ontsnappingscapsule naar buiten wordt gelanceerd. De capsule ontploft en BURN-E verliest weer de lamp. Geïrriteerd geeft SUPPLY-R de laatste reservelamp. Deze weet hij wel te bevestigen. Als hij klaar is, vliegen WALL•E en EVE weer de Axiom binnen en sluiten BURN-E buiten. Nadat een poging via de afvalsluis binnen te geraken mislukt, brandt BURN-E zich maar een weg naar binnen met zijn brander. Hij keert terug naar SUPPLY-R om de nieuwe lamp aan te doen. Op dat moment maakt de Axiom een zwenking en BURN-E belandt weer buiten het schip. Voor hij weer naar binnen kan gaan, betreedt het schip hyperruimte en wordt hij tegen de wand gedrukt.
De Axiom landt op aarde en BURN–E kan eindelijk weer naar binnen gaan, enkel om te ontdekken dat het schip verlaten is. Hij zet eindelijk de lamp aan, maar deze wordt meteen geplet door het luik van de ontsnappingscapsule waar SUPPLY-R mee het schip wilde verlaten. Dit wordt BURN-E te veel, en hij stort van teleurstelling in terwijl SUPPLY-R hem probeert te troosten.

## Rolverdeling
| Personage*           | Engelse versie | Nederlandse versie     |
| -------------------- | -------------- | ---------------------- |
| BURN-E               | Angus MacLane  |                        |
| Maintenace computers | Tessa Swigart  | Jannemien Cnossen      |
| WALL•E               | Ben Burtt      | Pepijn Gunneweg        |
| MO                   | Ben Burtt      | Dieter Jansen          |
| Captain B. McCrea    | Jeff Garlin    | Frans Limburg          |
| EVE                  | Elissa Knight  | Vivienne van den Assem |
| AUTO                 | MacInTalk      | Paul Klooté            |
| Supply-R             | Tessa Swigart  | Marcel Jonker          |